# Loon op Zand (gemeente)

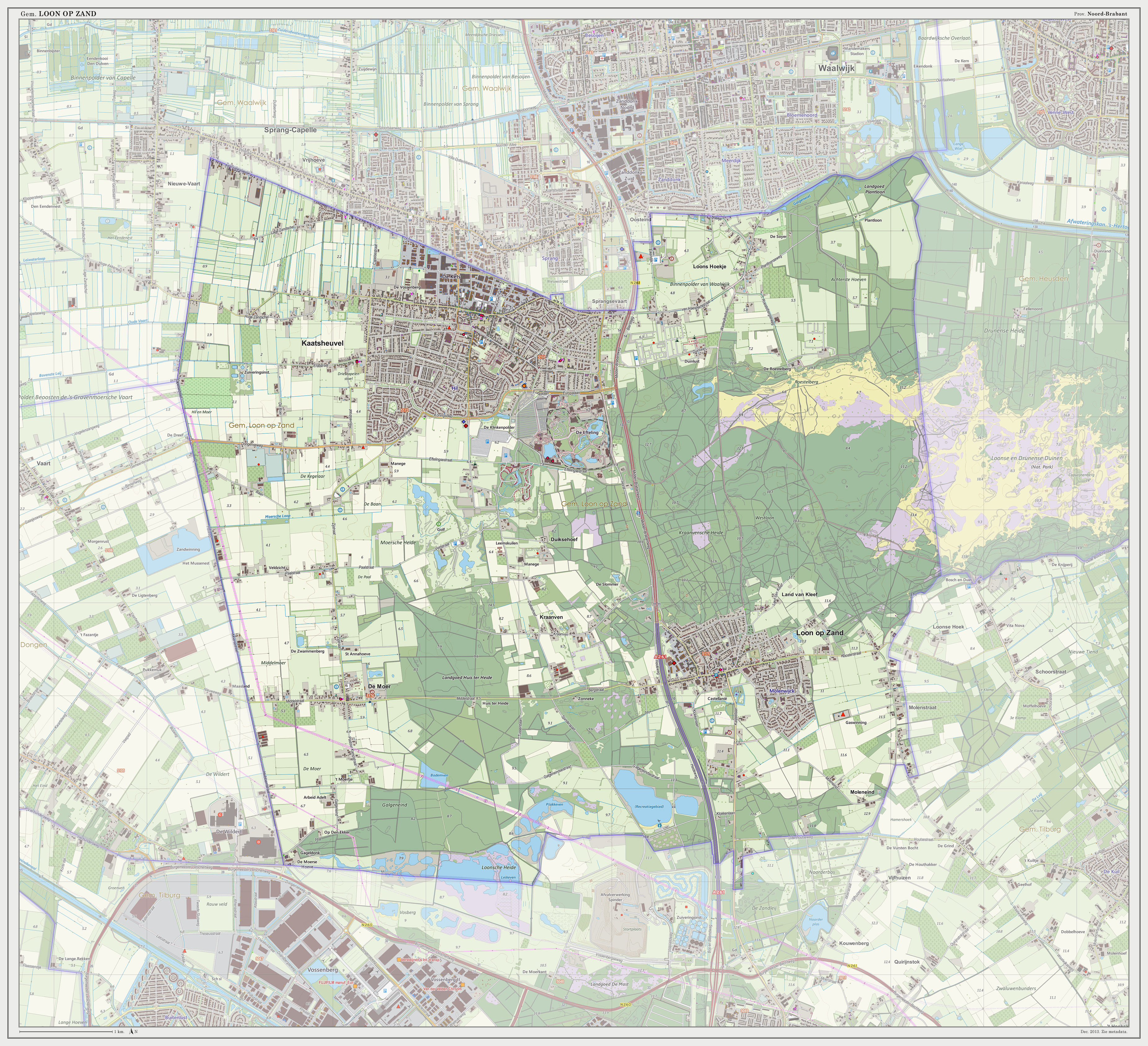
Topografische gemeentekaart van Loon op Zand

Loon op Zand (uitspraakⓘ) is een gemeente in de Nederlandse provincie Noord-Brabant, bestaande uit de kernen Kaatsheuvel, Loon op Zand en De Moer. Het gemeentehuis bevindt zich in Kaatsheuvel omdat deze kern de meeste inwoners telt. De gemeente Loon op Zand is onder meer bekend door het Nationaal Park De Loonse en Drunense Duinen, attractiepark De Efteling en de keukenboulevard van Mandemakers. 

## Oppervlakte en inwonersaantallen
De gemeente heeft een oppervlakte van 50,55 km².
- Kaatsheuvel heeft tussen de 16000 en 17000 inwoners
- Loon op Zand heeft tussen de 6000 en 7000 inwoners
- De Moer telt ongeveer 600 inwoners

Op 22 november 2024 telde de gemeente 23.850 inwoners (Bron: CBS)

## Bezienswaardigheden

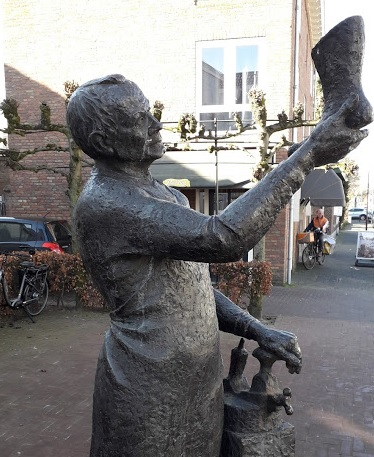
Meester Schoenmaker Kaatsheuvel

Van oudsher zijn in de gemeente Loon op Zand meerdere schoenproducenten gevestigd geweest. Deze industrie verplaatste zich echter naar Zuid-Europa vanwege de lagere arbeidskosten aldaar. Van de schoenenindustrie zijn nog wel enkele monumenten bewaard gebleven. 
Toerisme is een steeds belangrijkere rol gaan spelen in de gemeente. Naast De Efteling in Kaatsheuvel, weet de gemeente ook toeristen te trekken met de natuurgebieden Nationaal Park De Loonse en Drunense Duinen, Plantloon in Kaatsheuvel en Huis ter Heide. In alle drie de dorpen zijn mede hierom verblijfsaccommodaties ingericht voor paardrijvakanties.

## Openbaar vervoer (buslijnen)
- 136: 's-Hertogenbosch Centraal Station - Tilburg Centraal Station
- 231: Station Gilze-Rijen - Waalwijk Busstation
- 300: 's-Hertogenbosch Centraal Station - Tilburg Centraal Station (Bravodirect)
- 301: 's-Hertogenbosch Centraal Station - Tilburg Centraal Station (Bravodirect)
- Diverse schoolbussen

## Zetelverdeling gemeenteraad
De gemeenteraad van Loon op Zand bestaat uit 19 zetels. Hieronder staat de samenstelling van de gemeenteraad sinds 1998:
| Gemeenteraadszetels                  | Gemeenteraadszetels | Gemeenteraadszetels | Gemeenteraadszetels | Gemeenteraadszetels | Gemeenteraadszetels | Gemeenteraadszetels | Gemeenteraadszetels |
| Partij                               | 1998                | 2002                | 2006                | 2010                | 2014                | 2018                | 2022                |
| ------------------------------------ | ------------------- | ------------------- | ------------------- | ------------------- | ------------------- | ------------------- | ------------------- |
| Gemeentebelangen                     | 8                   | 7                   | 7                   | 7                   | 5                   | 6                   | 7                   |
| CDA                                  | 3                   | 4                   | 4                   | 3                   | 4                   | 4                   | 3                   |
| VVD                                  | 2                   | 2                   | 2                   | 3                   | 4                   | 3                   | 3                   |
| Voor Loon                            | 3                   | 3                   | 1                   | 2                   | 3                   | 3                   | 2                   |
| Pro3                                 | -                   | -                   | -                   | 4                   | 3                   | 3                   | 3                   |
| Toekomstig KLM                       | -                   | -                   | -                   | -                   | -                   | -                   | 1                   |
| PvdA                                 | -                   | 1                   | 4                   | -                   | -                   | -                   | -                   |
| GroenLinks                           | -                   | 1                   | 1                   | -                   | -                   | -                   | -                   |
| GroenLinks-PvdA                      | 2                   | -                   | -                   | -                   | -                   | -                   | -                   |
| Partij voor Ouderen en Mindervaliden | 1                   | 1                   | -                   | -                   | -                   | -                   | -                   |
| Totaal                               | 19                  | 19                  | 19                  | 19                  | 19                  | 19                  | 19                  |
| Opkomst                              |                     |                     | 56,61%              | 51,59%              | 48,05%              | 52,15%              | 46,16%              |

Noot: PvdA, GroenLinks en D66 vormden in 2010 de lijst "Pro3".

## Monumenten
In de gemeente zijn er een aantal rijksmonumenten en een oorlogsmonument, zie:
- Lijst van rijksmonumenten in Loon op Zand (gemeente)
- Lijst van oorlogsmonumenten in Loon op Zand

## Kunst in de openbare ruimte
In de gemeente Loon op Zand zijn diverse beelden, sculpturen en objecten geplaatst in de openbare ruimte, zie:
- Lijst van beelden in Loon op Zand

## Trivia
- Loon op Zand heeft een televisietoren inclusief zendmast van 153 meter hoog.
- Op 27 februari 2020 werd in Loon op Zand de eerste patiënt in Nederland positief getest op COVID-19.

## Aangrenzende gemeenten
| Aangrenzende gemeenten | Aangrenzende gemeenten | Aangrenzende gemeenten | Aangrenzende gemeenten | Aangrenzende gemeenten |
| ---------------------- | ---------------------- | ---------------------- | ---------------------- | ---------------------- |
|                        |                        | Waalwijk               |                        |                        |
|                        |                        |                        |                        |                        |
| Dongen                 | Heusden                |                        |                        |                        |
|                        |                        |                        |                        |                        |
|                        |                        | Tilburg                |                        |                        |